# 왕비 (일본 황실)
왕비(王妃)는 황족 여성의 칭호로서 왕의 정실을 지칭하는 말이다.

### 근대 이전
- 야스히코 왕비 노부코 내친왕
- 하루히토 왕비 나오코
- 나루히사 왕비 후사코 내친왕
- 쓰네히사 왕비 마사코 내친왕
- 모리마사 왕비 이쓰코
- 나루히코 왕비 도시코 내친왕
- 모리히로 왕비 시게코 내친왕
- 히로요시 왕비 도키코
- 이왕비 마사코 여왕

## 같이 보기
- 친왕비